# İnziloğlu, Keskin
İnziloğlu là một xã thuộc huyện Keskin, tỉnh Kırıkkale, Thổ Nhĩ Kỳ. Dân số thời điểm năm 2010 là 182 người.